# Sociology
Créée en 1967, le Sociology est une revue bimensuelle britannique de sociologie. Il est décrit par Anthony Giddens comme « one of the leading journals in the social sciences. »
John Goldthorpe a été éditeur de la revue Sociology de 1970 à 1973. 